# Solanum viarum
Solanum viarum ist eine Pflanzenart aus der Gattung der Nachtschatten (Solanum). Innerhalb der Gattung wird sie in die Untergattung Leptostemonum eingeordnet, die sich vor allem durch die auffälligen Stacheln auszeichnet. Solanum viarum gilt im Südosten der USA und Australien als invasives Unkraut.

## Beschreibung

### Vegetative Merkmale
Solanum viarum ist ein 0,5 bis 2 m hoher, aufrechter Strauch mit einer hohen Zahl an abspreizenden Ästen. Die Sprosse sind mit gleichförmigen, einfachen, drüsigen Trichomen bedeckt, die eine Länge von 0,4 bis 0,5 mm besitzen. Die Pflanze ist schwach mit Stacheln besetzt. Die längsten Stacheln erreichen eine Länge von 8 mm, sind zurückgebogen und an der Basis stark verbreitert, während die kürzeren oftmals nur 1 mm lang und eher dünn, gerade und abspreizend sind. Die Basis der Stacheln ist mit kurzen, feinen Trichomen mit drüsigen Spitzen, sowie mit etwas längeren, zugespitzten Trichomen mit einer Länge von bis zu 0,2 mm besetzt.

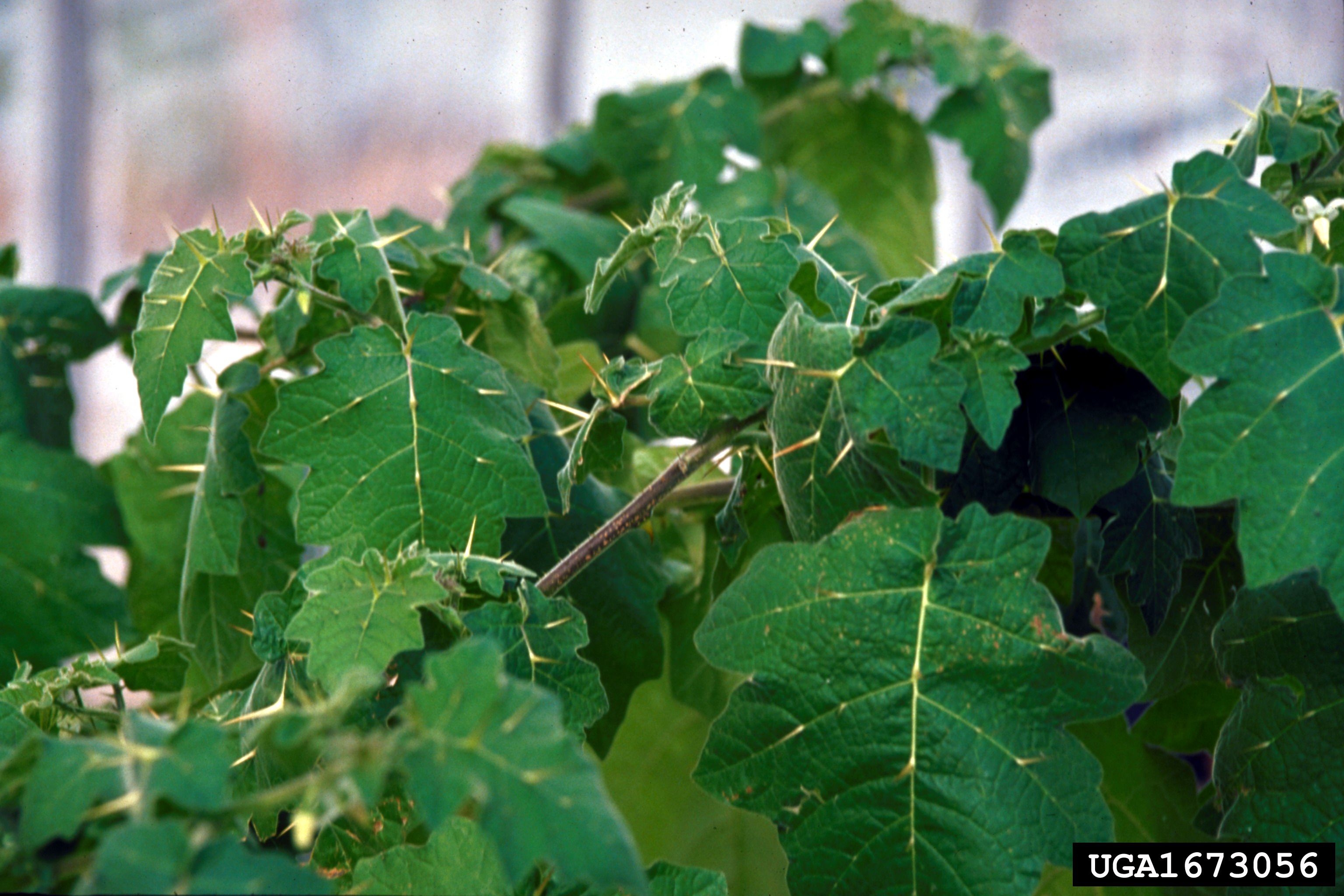
Nahaufnahme der bestachelten Blätter

Eine sympodiale Einheit besteht aus zwei Laubblättern, die für gewöhnlich paarweise angeordnet sind. Ein Blatt ist dabei in etwa doppelt so groß wie das zweite, die größeren haben eine Blattfläche von 7 bis 10 (15) × 6 bis 8 (15) cm und sind meist genauso lang wie breit. Die Blattstiele der größeren Blätter sind 3 bis 6 cm lang. Die dünnen Blätter sind eiförmig bis fast kreisförmig, die Blattbasis ist herzförmig bis stumpf. Der Blattrand hat für gewöhnlich drei bis fünf Paar abgestumpfte oder zugespitzte Lappen, die wiederum ganzrandig sein oder ebenfalls gelappt sein können. Die Blattspitze ist zugespitzt oder abgestumpft. Auf der achszugewandten Seite sind sie mit zwei- bis dreizelligen, durchscheinenden, 0,4 bis 1 mm langen Trichomen behaart. Die achsabgewandten Seite ist dicht mit einfachen, drüsigen, etwa 0,4 mm langen Trichomen besetzt, jedoch kommen auch etwas längere, einfache, durchscheinende Trichome bis 0,8 mm Länge und stiellose vier- (selten fünf-)strahlige, sternförmige Trichome mit einem Durchmesser von 0,8 bis 1 mm und einer Höhe von 0,5 bis 0,8 mm vor. Die Blattstiele sind mit ähnlichen Trichomen bedeckt, wie sie auch am Spross zu finden sind, zusätzlich gibt es aber auch einige einfache, dreizellige, durchscheinende Trichome bis 1,2 mm Länge. Beide Blattseiten sind nur spärlich mit Stacheln besetzt, diese variieren von geraden, nadelspitzen Stacheln bis hin zu sehr feinen Stacheln, die auf den dünneren Blattvenen sitzen. Die Stacheln auf den Blattstielen sind nadelförmig und mit 5 bis 18 mm länger als die auf dem Spross.

### Blütenstände und Blüten
Solanum viarum blüht ganzjährig, verstärkt jedoch in der Zeit von September bis April. Die außerhalb der Blattachseln stehenden Blütenstände sind stiellos oder fast stiellos, sind unverzweigt und bestehen aus drei bis fünf Blüten. Normalerweise ist nur die unterste Blüte, selten die untersten zwei Blüten fruchtbar. Die Achsen der Blütenstände sind mit einfachen, drüsigen Trichomen mit einer Länge von 0,4 bis 0,6 mm dicht behaart, dazwischen stehen einzelne einfache, durchscheinende Trichomen, die bis zu 1,2 mm lang werden können. Stacheln sind auf den Blütenstandstielen entweder nicht vorhanden oder es gibt nur wenige, bis 2 mm lange Stacheln. Die um den Spross gewundenen und eng an der Blütenstandsachse anliegenden Blütenstiele sind während der Blüte 7 bis 11 mm lang, zur Fruchtreife haben sie sich auf 10 bis 21 mm vergrößert. Der Querschnitt der Blütenstiele ist drehrund, der Durchmesser beträgt 2 mm, zur Spitze hin ist er kaum vergrößert.
Die Blüten besitzen einen 3 bis 4 mm langen, dreieckigen Kelch, dessen Röhre 2 mm und dessen zugespitzte Lappen 0,8 bis 2 mm lang sind. An der Basis ist er etwa 0,6 bis 0,8 mm breit. Die Behaarung ähnelt der der Blütenstiele, jedoch ist die Zahl der einfachen, durchsichtigen Trichome meist etwas höher. Der Kelch ist unbestachelt oder nur mit wenigen, bis zu 2 mm langen Trichomen besetzt. An der Frucht ist der Kelch vergrößert, die Kelchlappen sind 4 bis 6,5 mm lang und an der Basis 3,2 bis 4 mm breit. Die grünliche oder weißliche Krone ist sehr zart, besitzt einen Durchmesser von etwa 2 cm, ist 10 bis 13 mm lang und sternförmig. Die Kronröhre ist 2 bis 3 mm lang, die eng lanzettlichen Kronlappen 7 bis 10 mm lang und an der Basis 2,5 bis 3 mm breit, zur Spitze hin zugespitzt. Die Außenseite ist mit einfachen, drüsigen, bis zu 0,6 mm langen Trichomen besetzt, die Innenseite ist unbehaart. Die Staubblätter bestehen aus einem 1 bis 1,8 mm langen Staubfaden, an dem frei ein hellgelber bis cremefarbener, 5,5 bis 6,9 mm langer und an der Basis 1 bis 1,5 mm breiter Staubbeutel steht, der nach vorne zugespitzt ist und sich dort mit kleinen Poren öffnet. Der Fruchtknoten ist dicht mit einfachen, spitzen Trichomen behaart, die zwischen 0,2 und 0,35 mm lang sind, dazwischen stehen einige kürzere, drüsige Haare. Bei Vergrößerung des Fruchtknotens fällt die Behaarung ab, erreicht der Fruchtknoten einen Durchmesser von etwa 5 mm sind keine Trichome mehr vorhanden. Der Stempel der fertilen Blüten ist 6,8 bis 8,2 mm lang, 0,5 mm im Durchmesser, zylindrisch und unbehaart, die Narbe ist köpfchenförmig.

### Früchte und Samen

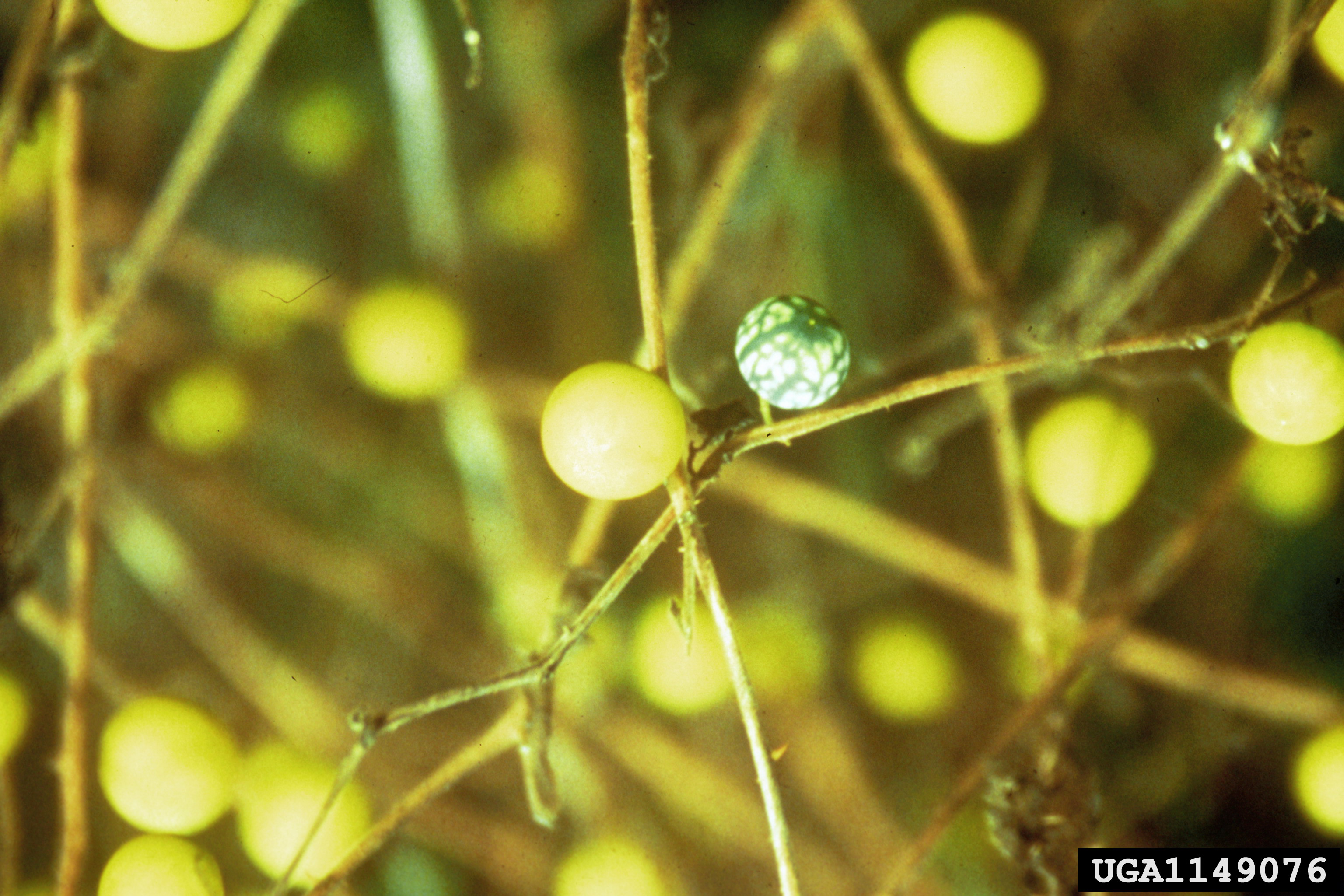
Reife und unreife Früchte

Die Früchte sind kugelförmige Beeren mit einem Durchmesser von 2,2 bis 2,5 cm. Unreif sind die Früchte hellgrün mit dunkelgrünen Flecken, bei Reife werden sie gelb. Im Inneren befindet sich ein etwa 5 mm dickes, weißliches oder grünliches Mesokarp mit schwammiger Konsistenz. Pro Frucht finden sich zwischen etwa 190 und 385 hell rotbraune Samen, die flach nierenförmig und 2,2 bis 2,8 × 2,0 bis 2,5 mm groß sind.

### Chromosomenzahl
Die Chromosomenzahl beträgt 2n = 24.

## Verbreitung und Habitat
Das ursprüngliche Verbreitungsgebiet der Art reicht von Paraguay über das nordöstliche Argentinien und Uruguay bis hin zu großen Teilen des östlichen Brasiliens. Dort wachsen die Pflanzen vor allem auf Weideflächen, an Straßen, auf Müllhalden, kultivierten Flächen und am Rande von Wäldern in niedrigen Lagen, meist unterhalb von 1000 m. Inzwischen ist die Art in Indien, Afrika, China, Vietnam, Australien, Mittelamerika und den Westindischen Inseln zu finden, seit den 1980er Jahren breitet sie sich auch im Südosten der USA aus und zählt dort als gefährliches, invasives Unkraut.

## Systematik
Solanum viarum wird in eine unbenannte Serie der Untergattung Leptostemonum, Sektion Acanthophora eingeordnet. Diese Serie besteht neben Solanum viarum aus der in Mexiko und dem nördlichen Mittelamerika vorkommenden Art Solanum myriacanthum und der in Brasilien, Afrika und dem indischen Subkontinent zu findenden Art Solanum aculeatissiumum. Die kladistischen Beziehungen der drei Arten dieser monophyletischen Serie sind bisher noch nicht zweifelsfrei geklärt.

## Bedeutung
Solanum viarum gilt in vielen der Gebiete, in denen die Art eingeschleppt wurde als invasives Unkraut. Durch die bestachelten Blätter und Stängel ist die Pflanze für Nutztiere nicht als Futterpflanze interessant, so dass sie zu dichten, undurchdringlichen Dickichten heranwachsen. Die Früchte jedoch werden von Rindern und kleineren Säugetieren gefressen, so dass dadurch eine weitere Verbreitung in der Fläche gefördert wird. Besonders in Gebieten des mittleren und südlichen Texas hat die Art große Weideflächen bedeckt, so dass diese sich nicht mehr als Standfläche für Nutztiere eignen. Schätzungen der so befallenen Flächen liegen bei 400.000 bis 500.000 Hektar für den Bundesstaat Florida im Jahre 1995 beziehungsweise 1996. Oftmals wird mit Herbiziden oder mit Umpflügen gegen die Art vorgegangen, oftmals jedoch nur mit begrenztem Erfolg. 1994 wurde in den USA ein Programm zur Bekämpfung der Ausbreitung der Art gestartet. Dazu wurde nach natürlichen Fraßfeinden aus Brasilien, Paraguay und Argentinien gesucht wurde, mit denen die Ausbreitung eingedämmt werden kann. 2003 wurde aus diesem Grund in Florida der Blattkäfer (Coleoptera) Gratiana boliviana eingeführt, dessen Larven und erwachsene Exemplare sich von den Pflanzen ernähren. Teilweise konnte bereits innerhalb von drei Jahren ein Rückgang der Solanum viarum-Populationen von bis zu 90 % festgestellt werden, jedoch konnte die Art so nicht vollständig eingedämmt werden. Bei einer Umfrage aus dem Jahr 2006 gaben 80 % der befragten Rinderfarmer Floridas an, dass die Art auf ihren Weideflächen zu finden sei, über 65 % nannten sie als ein schwerwiegendes Problem bei der Viehzucht. Insgesamt wurden die Verluste, die den Rinderfarmern Floridas im Jahre 2006 durch die Art entstanden, auf 15 Millionen US-Dollar geschätzt. Neben der Viehzucht wird auch der Anbau von Pflanzen durch die Ausbreitung der Art beeinträchtigt, da sie Überträger beziehungsweise Wirtspflanze für Schädlinge und Krankheiten wirtschaftlich bedeutender Nachtschattengewächse wie Tomaten (Solanum lycopersicum), Paprika (Capsicum), Auberginen (Solanum melongena) und Tabak (Nicotiana tabacum) sein kann.